# Jenle

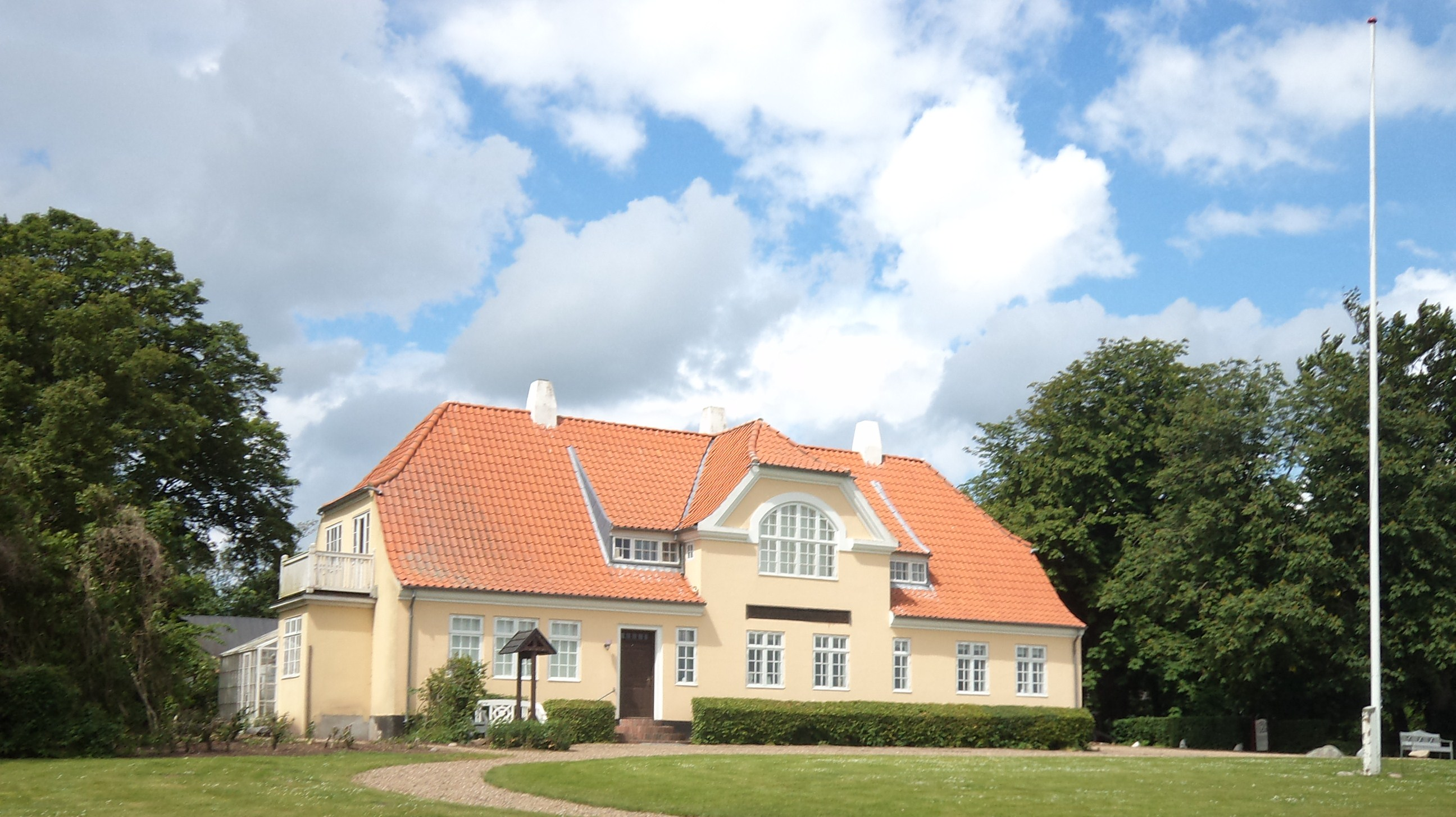
Jenle, Sommer 2012.

Der Hof Jenle (dänische Mundart für „einsam“) liegt auf der Halbinsel Salling bei Skive und war Wohnsitz des dänischen Schriftstellers Jeppe Aakjær.
Ab 1907 bewirtschaftete Aakjær das Gehöft zusammen mit seiner zweiten Frau Nanna. Auf dem Hof pflegte er das heimatliche Volkstum und veranstaltete jährlich bis zu seinem Tode große jütische Volksfeste. Seine Frau war Kunsthandwerkerin und brachte im ganzen Haus Verzierungen an. Heute ist Jenle, wo Aakjær und seine Frau auch beerdigt wurden, ein Museum. Aakjærs ist eine ständige Ausstellung gewidmet; Wechselausstellungen zeigen Werke der Gegenwartskunst. Seit 1980 findet auf Jenle jedes Jahr ein Volks- und Kulturfest statt.